# Assedio di Boulogne (1544)
L'assedio di Boulogne (dal 19 luglio al 18 settembre 1544), è una vittoria di Enrico VIII d'Inghilterra su Francesco I di Francia. Questa conquista rientra nel processo di apertura di un secondo fronte in territorio francese durante la settima guerra d'Italia, cosa che impedisce ai francesi di riprendere il Milanese.

## Contesto
Il re d'Inghilterra Enrico VIII, desideroso di riconquistare i territori persi dall'Inghilterra alla fine della Guerra dei Cento Anni (tra i quali la Guyenne, la Normandia e il Ponthieu), lanciò ben 3 campagne in Picardie durante il suo regno. Alla sua ascesa al trono, l'Inghilterra conservava sul continente solo Calais. L'alleanza tra la Francia e la Scozia, che faceva di Francesco I l'alleato di Giacomo V di Scozia, offriva all'Inghilterra un casus belli permanente contro la Francia. La tensione crebbe quando Enrico VIII rigettò l'autorità del papa sulla Chiesa d'Inghilterra, alienandosi i cattolici scozzesi, la Francia e la Spagna. Dopo essersi preparato per anni a una eventuale invasione del suo regno da parte di queste potenze, Enrico, approfittando delle campagne francesi nel nord Italia, andò all'attacco nel nord della Francia. Nel 1544, offre il proprio appoggio a Carlo V, contento quest'ultimo di poter ridurre le pressioni francesi dopo la disfatta di Ceresole nel Piemonte.

## L'assedio
Nel 1544, un'importante spedizione inglese partita da Calais, si divise in 2 armate, aventi come missione primaria quella di mettere in sicurezza i territori limitrofi. L'armata del duca di Norfolk marciò senza sosta verso sud e assediò Montreuil, mentre quello del duca di Suffolk mise sotto assedio Boulogne. Qualche settimana più tardi, fu lo stesso re Enrico - nonostante l'età avanzata, l'obesità e la salute irreversibilmente minata dalla gotta e dal diabete - a prendere il controllo delle truppe assedianti. I bassifondi della città, poco protetti, caddero dopo pochi giorni di bombardamenti, che continuarono anche dopo, fino ad agosto. A settembre, una breccia era già aperta lungo i bastioni della città alta, ma la difesa reggeva ancora. I tiri d'artiglieria degli assediati impedivano ai nemici di avvicinarsi, quindi gli Inglesi decisero di minare le fondamenta degli edifici. Il 13 settembre, dopo 60 giorni d'assedio, il governatore militare Giacomo di Coucy-Vervins, signore di Vervins, offrì la consegna della città.
Durante l'assedio morì anche il pittore italiano Girolamo da Treviso, al servizio di Enrico VIII come ingegnere militare.

## Conseguenze
L'armata del Delfino Enrico, rinforzata coi contingenti franco-italiani arrivati dal Piemonte, contrattaccò su Montreuil, e costrinse Norfolk a levare l'assedio; lo stesso Enrico VIII era ripartito per l'Inghilterra verso la fine di settembre del 1544 ordinando a Nofolk e Suffolk di difendere Boulogne a qualsiasi costo. Ma i due duchi lasciarono nella cittadella solo una guarnigione di 4 000 uomini, ritirando prudentemente il resto delle loro forze a Calais. L'armata inglese, in inferiorità numerica, fu accerchiata a Calais e il Delfino, maestro del terreno, si dedicò allora all'assedio di Boulogne. L'assalto del 9 ottobre fu quasi decisivo; tuttavia i contingenti franco-italiani, lasciati in balia di sé stessi, incominciarono a darsi al saccheggio: furono dispersi dalla risposta inglese e perdettero circa 800 uomini.
L'ufficiale inglese William Drury fu catturato.
Nei 3 anni seguenti, né l'Inghilterra né la Francia poterono disporre di sufficiente denaro per riprendere la guerra. I francesi non riuscirono mai a riprendere Boulogne, e Enrico VIII passò i suoi ultimi anni a combattere la rivolta scozzese scoppiata nel nord della Gran Bretagna. Il 7 giugno 1546, Francesco I, col trattato di Ardres, ricomprò finalmente Boulogne dagli inglesi.